# Orden de Fontevrault
La orden de Fontevrault fue una orden religiosa fundada  por Roberto de Arbrissel en la diócesis de Rennes. 

## Biografía del fundador
Nació en 1047, hizo sus primeros estudios en algunas ciudades de Bretaña y los terminó en París en donde tomó el grado de doctor en teología. Nombrado coadjutor del Obispo de Rennes, desplegó un gran celo para combatir los vicios que reinaban en su diócesis como en otras partes, a saber, el concubinato y la simonía. Pero este meritorio ardor le atrajo el odio de tos malvados y Roberto, a la muerte de su Obispo, se vio obligado a abandonar la Bretaña. 
Se dedicó durante algún tiempo a la teología en Angers, pero acabó por familiarizarse con la idea de abandonar el mundo y se retiró con un amigo a una ermita en medio del bosque de Craon. Su alimento se componía de raíces y legumbres; dormía en el duro suelo y era su traje una piel do jabalí cuyas cerdas herían su carne. La fama de una vida tan extraordinaria, se esparció muy pronto por las cercanías y acudió á él la multitud. Roberto hablaba a los que iban a visitarle con tanto fuego, y les predicaba tan vivamente la penitencia, que muchos de ellos se establecieron en la selva como anacoretas, y se colocaron bajo su vigilancia. El número fue aumentando con tanta rapidez, que se vio obligado a enviarlos a otras selvas cercanas y a compartir su dirección con dos compañeros. Al principio vivían todos en celdas aisladas; pero habiéndose manifestado entre ellos la tendencia a la vida cenobítica, Roberto edificó en un sitio llamado La Roe, el convento del mismo nombre, dio a los religiosos la regla de San Agustín, y fue durante cierto tiempo su superior.

## Creación de la orden
El Papa Urbano II, que le oyó predicar, aprobó su fundación  y le nombró misionero apostólico y predicador de la cruzada. Sus discursos producían un efecto maravilloso. Pero como había muchas buenas almas que preferían una vida penitente en su patria a una expedición a Jerusalén, Roberto construyó para estas almas penitentes y poco aventureras algunas celdas (las de los hombres separadas de las de las mujeres) en la comarca salvaje y cubierta de abrojos y espinas de Fontevrault, fons Ebraldi. Estos religiosos vivían de los miserables productos de la tierra y de las limosnas que se les enviaban. Roberto les llamaba los pobres del Cristo, nombre que debía agradar a los que salían de las condiciones oscuras de la sociedad y que solían ser llamados los pobres.
Pero como el número de estos solitarios iba siendo cada vez mayor, Roberto se vio obligado a erigir otros varios conventos. Tres de ellos estaban destinados a las mujeres: uno, el Grand Moutier (gran monasterio), erigido en honor de la Santa Virgen, estaba reservado a las jóvenes y a las viudas; otro, San Lázaro, a los leprosos y a los enfermos; y el tercero, Santa Magdalena, a las pecadoras que querían hacer penitencia. El objeto especial de esta orden era pues la glorificación de la Virgen. Esta es la razón de que el fundador sometiese los religiosos a la jurisdicción de la abadesa de Fontevrault, que llegó a ser la generala de la orden. Les dio por regla la de San Benito en todo su rigor. No podían comer carne, ni aun en caso de enfermedad y observaban el silencio más absoluto.
Hersenda, pariente del duque de Bretaña fue la primera abadesa y Petronila, baronesa de Chemillee, su asistente. Pascual II confirmó la orden en 1106 y 1113. En cuanto a Roberto, continuó predicando con buen éxito la penitencia en las diversas provincias de Francia y obró la conversión de Bertrada, que después de haber vivido largo  tiempo ilegítimamente con Felipe I, Rey de Francia, entró en la abadía de Fontevrault y terminó allí su vida. Roberto murió en el convento de Orsan en Berry, a la edad de 70 años, después do haber fundado un gran número de casas de su orden. Había consagrado su existencia a la conversión de los pecadores y en memoria de Jesús que al morir había recomendado su madre a su discípulo querido, él había sometido los religiosos a la Santa Virgen en la persona de la abadesa de Fontevrault.
Después de la muerte del fundador, se crearon setenta monasterios por el modelo de Fontevrault. La orden no fue afortunada en su desarrollo fuera de Francia; sin embargo, contaba algunas casas en España y en Inglaterra. La continuación de su historia no ofrece nada de particular. Cayó en una profunda decadencia y a pesar de los esfuerzos de sus abadesas, María de Bretaña (1477), Renata de Borbon (1507) y Antonieta de Orleans (1571 a 1618) no pudo contener la ruina sucesiva, rápida, completa de todas sus casas.